# Plužnje
Plužnje (izgovarjava [ˈpluːʒnjɛ]) so hribovska vasica v Občini Cerkno, ki stoji na desnem bregu reke Idrijce, jugozahodno od Pluženjske gore (1010 m n. v.). V okolici se razprostirajo pašniki, nekaj njiv in gozda. Naselje sodi v Goriško statistično regijo.
V preteklosti so se ljudje iz Pluženj in okoliških vasi večinoma preživljali z živinorejo, poljedelstvom in sadjarstvom. Te dejavnosti so danes v opuščanju, saj prebivalci hodijo na delo v bližnja mesta, največ krajanov je zaposlenih v večjih tovarnah, Eti, Kolektorju in Rotomatiki.
Leta 1377 je bilo v Plužnjah osem domačij, danes pa kraj šteje približno 100 prebivalcev. Zaradi slamnatih streh hiš so bili v vasi pogosti požari, zato je bilo že leta 1909 ustanovljeno gasilsko društvo, ki je še zdaj najpomembnejša ustanova v vasi.